# Phoboscincus bocourti
 Phoboscincus bocourti — велика ящірка з родини сцінкових.
Зустрічається тільки на острові Пен в Нової Каледонії.
Цей вид вважався вимерлим до грудня 2003 року, коли фахівцями з Національного музею природної історії Франції був знайдений один живий екземпляр. Тварина була сфотографована, знята і відпущена. До цього Phoboscincus bocourti був відомий тільки за одним зразком, видобутим на цьому ж острові в 1870-х роках.
Наземна ящірка, ймовірно, активна вночі.
Довгі, зігнуті та гострі зуби цієї великої ящірки вказують на хижий спосіб життя, що незвично для сцинкових, більшість з яких всеїдні або комахоїдні. Його раціон може включати великих безхребетних, інших ящірок, молодих птахів та яйця. Досягаючи 50 см в довжину (довжина від кінчика морди до клоака льного отвори — до 28 см), є третьою за величиною хижої рептилією на острові після вимерлих варанів та сухопутних крокодилів.
Вид знаходиться в категорії «Critically Endangered» (CR) — таксони в критичному стані, можливо, зниклі. Може винищувати та відчувати конкуренцію з боку чорних, сірих та полінезійських щурів, кішок, які живуть в деяких районах острова.